# Saint-Julien-en-Born

Saint-Julien-en-Born este o comună în departamentul Landes din sud-vestul Franței. În 2009 avea o populație de 1.450 de locuitori.

## Evoluția populației
| An        | 1975  | 1982  | 1990  | 1999  | 2006  | 2009  |
| --------- | ----- | ----- | ----- | ----- | ----- | ----- |
| Populație | 1.217 | 1.187 | 1.285 | 1.316 | 1.402 | 1.450 |